# Van den Bergh 13
van den Bergh 13 (vdB 13) – gwiazda BD+30 540 wraz z otaczającą mgławicą refleksyjną znajdująca się w konstelacji Barana w odległości około 1000 lat świetlnych. Została skatalogowana przez Sidneya van den Bergha w jego katalogu mgławic refleksyjnych jako vdB 13.
Mgławica van den Bergh 13 wraz z mgławicą van den Bergh 16 jest zanurzona w ciemnym obłoku rozciągającym się na ponad 30 lat świetlnych.